# القضايا القانونية المتعلقة بأدب المعجبين

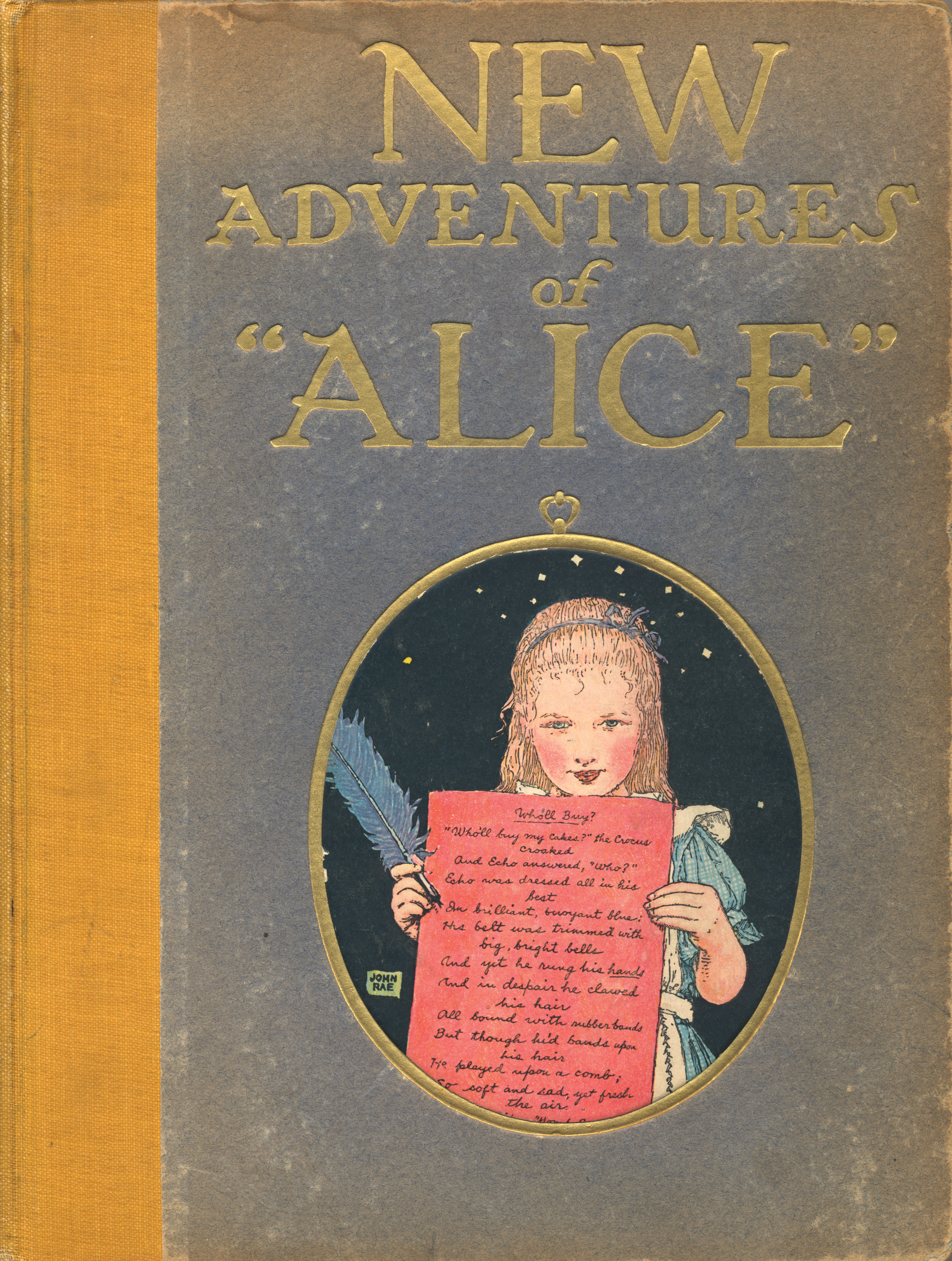

تنشأ القضايا القانونية المتعلقة بأدب المعجبين، على سبيل المثال وليس الحصر، بموجب قانون حقوق الطبع والنشر بالولايات المتحدة؛ نظرًا لاحتمال أن يشكل جزء من أدب المعجبين عملًا مشتقيًا.

## قانون حقوق الطبع والنشر في الولايات المتحدة
تُنتج العديد من الأعمال الإبداعية المحمية بحقوق الطبع والنشر في الولايات المتحدة؛ مثل الأفلام السينمائية والبرامج التلفزيونية والموسيقى وألعاب الحاسوب. وبالإضافة إلى ذلك، يُنتج قدر كبير من أدب المعجبين في الولايات المتحدة. لهذه الأسباب، وعلى الرغم من اختلاف قوانين كل دولة واختلاف القوانين التي يمكن تطبيقها على الأعمال المختلفة لأدب المعجبين، فإن قانون الولايات المتحدة غالبًا ما يكون ذا أهمية مركزية عند تحديد قانونية كتابة أو مشاركة أدب المعجبين.
بموجب قانون حقوق الطبع والنشر في الولايات المتحدة، فإن مشروعية أي عمل من أعمال أدب المعجبين يتوقف بشكل رئيسي على ثلاثة مبادئ قانونية: (1) حقوق الطبع والنشر للعمل الأصلي (2) حقوق العمل المشتق (3) الاستخدام العادل.
للحصول على حق الحماية بحقوق الطبع والنشر بموجب قانون الولايات المتحدة، يجب أن يكون العمل «[عملًا] أصليًا من أعمال التأليف، ومثبتًا في أي وسيلة من وسائل التعبير الملموسة...) التي يمكن تصورها أو استنساخها أو نقلها بطريقة ما، مباشرة أو باستخدام آلة أو جهاز». تشمل أعمال التأليف هذه على سبيل المثال لا الحصر؛ الأدب والموسيقى والمسرحيات والصور والأعمال المعمارية. لا يمكن تطبيق حقوق الطبع والنشر على الأفكار أو المفاهيم أو الحقائق أو غير ذلك من المبادئ العامة؛ بصرف النظر عما إذا كان قد عُبر عنها بصورة ملموسة أم لا. يسري مفعول حق الحماية بحقوق الطبع والنشر تلقائيًا، حتى وإن لم يُنشر العمل. وبالنسبة للأعمال التي أُنتجت في عام 1978 أو فيما بعده، فيستمر حق الحماية بموجب حقوق الطبع والنشر مدى حياة المؤلف بالإضافة إلى 70 عامًا آخرى؛ وفي حالة العمل المجهول، أو العمل المُنتَج تحت اسم مستعار، أو العمل المُنتَج مقابل أجر، فإن حقوق الطبع والنشر تستمر لمدة 95 عامًا؛ اعتبارًا من تاريخ النشر، أو تستمر لمدة 120 عامًا اعتبارًا من تاريخ الإنتاج، أي المدتين تنتهي أولًا.
وفقًا لحقوق الطبع والنشر الحالية في الولايات المتحدة، يتمتع مالكو حقوق الطبع والنشر بالحق الحصري في «إعداد الأعمال المشتقة استنادًا إلى أعمالهم المحمية بموجب حقوق الطبع والنشر». العمل المشتق هو أي عمل -بما في ذلك أدب المعجبين- يقوم على عمل واحد أو أكثر من الأعمال القائمة بالفعل. وفي حالة اختيار مالك حقوق الطبع والنشر ممارسة حقه/ حقها الحصري فيما يخص إعداد الأعمال المشتقة؛ ضد أي محاولة إنتاج عمل من أعمال أدب المعجبين، فإنها/ إنه يستطيع أن يقاضي كاتب هذه الأعمال بتهمة انتهاك حقوق الطبع والنشر. ولإثبات حدوث الانتهاك، يجب على المالك أن يقدم أدلة تثبت أن المتهم قد نسخ عناصر محمية من العمل الأصلي. تشمل طرق التعويض القانوني المتاحة في حالة إثبات وقوع انتهاك؛ إصدار الأمر بوقف عرض العمل أو بإتلافه (ويُعرف هذا الأمر القضائي باسم؛ أمر زجري) أو بدفع تعويضات مالية. وتتوقف شدة التعويض القانوني على الضرر الذي أُلحق بمالك حقوق الطبع والنشر، وعلى مقصد الشخص المُنتهك، وعلى شدة الانتهاك. تُعد قضية أندرسون ضد ستالون من أمثلة الأمر القضائي الزجري كسبيل للتعويض القانوني. إذ نجح سيلفستر ستالون في رفع دعوى لانتهاك حقوق الطبع والنشر ضد أندرسون، المؤلف الذي كتب سيناريو مقترحًا لفيلم روكي الرابع، بإثباته أن الشخصيات المستخدمة في أفلام روكي السابقة، والمحمية بموجب حقوق الطبع والنشر، اسُتخدمت على نحو محوري في السيناريو الجديد. أصدرت المحكمة أمرًا بزجر أندرسون من متابعة إنتاج أي فيلم أو أعمال منشورة آخرى تقوم على السيناريو محل النزاع.
لا يُعتبر نشر أدب المعجبين انتهاكًا في حالة ما إذا كان يمثل استخدامًا عادلًا للعمل الأساسي المحمي بحقوق الطبع والنشر. وتنظر المحاكم في العوامل الأربعة التالية؛ عند تحديد ما إذا كان استخدامًا معينًا يمثل استخدامًا عادلًا:
1. الغرض من الاستخدام وطبيعته، بما في ذلك ما إذا كان هذا الاستخدام ذا طبيعة تجارية أو لأغراض تعليمية غير ربحية.

1. طبيعة العمل المحمي بموجب حقوق الطبع والنشر.
2. مقدار وأهمية الجزء المستخدم في الأعمال المشمولة بحقوق الطبع والنشر.
3. تأثير الاستخدام على السوق المحتملة أو على قيمة العمل المحمي بحقوق الطبع والنشر.[7]

يُقيَّم الاستخدام العادل على أساس كل حالة على حدة. وفي حين تعددت التشريعات والدعاوي القضائية، على نحو افتراضي، أنواع مثل المحاكاة الساخرة والنقد على أنها استخدامات عادلة للأعمال المحمية بموجب حقوق الطبع والنشر، فإنه من الناحية التاريخية لم تعترف محاكم الولايات المتحدة بأن أدب المعجبين يمثل بالضرورة هذه الأنواع أو أنواع آخرى مُعترف بها للاستخدام العادل، وبالتالي فإن أدب المعجبين لا يقع بشكل قاطع داخل أو خارج الحدود الافتراضية للاستخدام العادل. يمثل أدب المعجبين، على الأرجح، استخدامًا عادلًا إذا كان يمثل أعمالًا «تحويلية» للعمل الأصلي، أو إذا كان لغرض غير تجاري، أو إذا كان ملائمًا قليلًا للعمل الأصلي، أو إذا كان لا يؤثر بالسلب على السوق المحتملة أو على قيمة العمل الأصلي.

في قضية لعام 2009، حظرت «ديبورا إيه. باتس»، وهي قاضية لمحكمة ابتدائية في الولايات المتحدة، بشكل دائم نشر كتاب للكاتب السويدي فريدريك كولتنغ في الولايات المتحدة، بسبب أن الشخصية المحورية للكتاب تُعتبر نسخة عمرها 76 عامًا من هولدن كولفيلد؛ وهو الشخصية الرئيسية في رواية «الحارس في حقل الشوفان» للمؤلف جي.دي سالينجر. رفضت القاضية باتس صراحة الحجج المتعلقة بالمحاكاة الساخرة والنقد، قائلة:
«بقدر ما يزعم المُدعى عليهم بأن 60 عامًا وشخصية السيد سي تمثلان محاكاة ساخرة أو نقد فردي مباشر لشخصية هولدن كولفيلد أو لرواية «الحارس في حقل الشوفان»، خلافًا لما يراه سالنجر نفسه، فإن المحكمة ترى بأن هذه الادعاءات إنما هي تبريرات لاحقة، وُظفت من خلال تعميمات غامضة؛ لتمثل السذاجة المزعومة للعمل الأصلي، بدلًا من أن تكون محاكاة ساخرة يمكن تصوّرها على نحو معقول».
أبطلت محكمة الاستئناف في الولايات المتحدة الحكم في القضية وأعادت النظر فيها للدائرة الثانية، والتي أصدرت أوامر بتطبيق تحليل (إي باي ضد ميرك إكستشانشج) لتحديد ما إذا كان نشر عمل يمكن أن يُحظر طبقًا لنظرية انتهاك الملكية الفكرية؛ وذلك قبل أن تُحال القضية إلى المحاكمة. سُوِّيت القضية في عام 2011، بعدما وافق كولتينغ على وقف التوزيع.
على النقيض من ذلك، في قضية سانترست ضد هيوتون ميفلين؛ أبطلت محكمة الاستئناف في الولايات المتحدة للدائرة الحادية عشرة؛ أمرًا تقييديًا مؤقتًا وأمرًا زجريًا أوليًا سعت إليه مارغريت ميتشل مالكة حقوق الطبع والنشر لرواية «ذهب مع الريح» ضد أليس راندال عن روايتها «لقد سكنت الرياح». ولتحديد ما إذا كان عمل راندال قد ارتقى إلى مستوى الأعمال التحويلية، استخدم بيرش، قاضي الدائرة، المبادئ التوجيهية للأعمال التحويلية الواردة في قضية «كامبل ضد أكوف روز ميوزك» الصادرة عن المحكمة العليا. وجد بيرش أن عمل راندال كان عملًا تحويليًا لأنه «[قدم] منفعة اجتماعية، من خلال تسليط الضوء على عمل سابق، ومن خلال هذه العملية؛ أنشأت عملًا جديدًا». وقد أثبت كامبل بالفعل أنه كلما زادت القيمة التحويلية لعمل ما، أصبحت العوامل الأخرى في اختبار الاستخدام العادل أقل أهمية. وعلى الرغم من أن الكاتبة راندال والناشر هيوتون ميفلين أصدروا رواية «لقد سكنت الرياح» كعمل تجاري، وعلى الرغم من أن راندال قد استخدمت جزءًا كبيرًا من عمل ميتشيل في روايتها؛ فقد وجد بيرش أن الطبيعة التحويلية الشديدة لرواية راندال قد تغلبت على الجوانب الأخرى لاختبار الاستخدام العادل.